# Moravany (stacja kolejowa)
Moravany – stacja kolejowa w Moravanach, w kraju pardubickim, w Czechach. Jest to ważna stacja węzłowa o znaczeniu regionalnym. Znajduje się na wysokości 240 m n.p.m.
Stacja jest wyposażona w poczekalnię, kasy biletowe, na których można zakupić bilety na pociągi krajowe i międzynarodowe oraz zarezerwować miejsce w pociągu.

## Linie kolejowe
- 010 Kolín - Česká Třebová
- 016 Borohrádek - Holice - Moravany - Chrudim